# Божидар Томалевски
Божидар Томалевски (също известен като Божидар Томалев и Дарио Томалети) е български бизнесмен и политик. Основател и председател на ПП „Другата България“.

## Биография
Божидар Томалевски е роден на 19 февруари 1962 г. в град София, България. Произлиза от семейство на репресирани по времето на комунизма.
През 1981 г., 19-годишен, напуска България като политически емигрант. Има двойно гражданство – българско и финландско.
След падането режима на Тодор Живков се завръща в България и стартира собствен бизнес.
Бил е маркетинг консултант на TTI и CEO на Интер Лото. В периода 2002 – 2003 г. е директор за България на Северноамериканско-българската търговска камара. Учредител и член на УС на Фондация „Другата България“ и на Фондация „Помогни на нуждаещите се“. Изп. д-р на КАБЛАНД, сертифициран като първокласен инвеститор от БАИ със сертификат номер 35. CEO на мултинационален инвестиционен фонд. Международен консултант за недвижими имоти.
Председател на Асоциацията на пострадалите от Корпоративна Търговска Банка.

## Политическа кариера
В периода 2001 – 2002 г. е член на Националния съвет на НДСВ.
На 22 март 2009 г. учредява политическа партия „Другата България“, на която става председател. На местните избори през 2011 г. партията получава 10 417 гласа
От 2012 г. Божидар Томалевски е член на ALDE (Алианс на либералите и демократите за Европа).
През 2012 г. стартира неговото телевизионно предаване "Часът на другата България”.
Води дело за набеждаване и клевета срещу сайта bivol.bg. Губи делото на трета инстанция във ВКС. В право на отговор на дописка в „Канал 3“, Томалевски по-късно твърди, че по време на делото представител на „Биволъ“ заявил, че те не стояли зад истинността на твърденията публикувани от тях.
Учредител и член на „Платформа за честни избори“.